# Jaquira Díaz
Jaquira Díaz es una escritora de ficción, ensayista, periodista, y profesora puertorriqueña. Es autora de Muchachas ordinarias, que recibió un premio Whiting en no ficción, una medalla de oro en los Florida Book Awards, fue finalista del premio literario Lambda y finalista del premio Barnes & Noble Discover. Ha escrito para The Atlantic, Time (revista), The Best American Essays, Tin House, The Sun, The Fader, Rolling Stone, The Guardian, Longreads, . Ha enseñado escritura creativa en el programa MFA de la Universidad Estatal de Colorado, en el programa MFA de residencia reducida del Randolph College, en la Universidad de Wisconsin-Madison y en el Kenyon College.  Díaz vive en Nueva York con su esposo, el escritor británico Lars Horn, y es profesora de escritura en Columbia University. 

## Primeros años
Jaquira Díaz nació en Puerto Rico. Su familia vivía en los proyectos de vivienda puertorriqueños, conocidos coloquialmente como el caserío. El barrio estaba formado por viviendas gubernamentales y tenía cierta reputación de ser peligroso.  Su familia se mudó a Miami después de Humacao y Fajardo.  Criada en Miami Beach durante lo que ella describe como la "degradación urbana" de la ciudad,   tuvo una vida difícil, marcada por el consumo de drogas, intentos de suicidio y encuentros con la ley.   Díaz atribuye algunos de sus problemas de identidad al hecho de ser lo que ella describe como "una chica cuir en el closet"  en un barrio donde las personas cuir eran acosadas y atacadas. Otro problema era la situación financiera de la familia. Su padre, quien había estudiado en la Universidad de Puerto Rico y a quien ella describe como un amante de la poesía y la literatura, se puso a vender de drogas para poder mantener a la familia.   Sus memorias Muchachas ordinarias destacan su experiencia como mujer afrolatina cuir que creció en una comunidad turbulenta y homofóbica.  

## Trayectoria literaria
La ficción y los ensayos de Díaz, ambientados predominantemente en Puerto Rico y Miami, han sido descritos como "líricos" y "urgentes" y a menudo se centran en las tragedias y triunfos intensamente personales de mujeres jóvenes que maduran en un mundo peligroso.  En 2017, el crítico del Los Angeles Times, Walton Muyumba, incluyó a Díaz como "parte de un grupo necesario de freestylers extremadamente talentosos" que incluye a los escritores Ta-Nehisi Coates, Isabel Wilkerson, Carol Anderson, Claudia Rankine, Terrance Hayes, Kiese Laymon, Rachel Kaadzi Ghansah, Junot Díaz y Jelani Cobb.  En 2018, Ivelisse Rodríguez, de Electric Literature, la nombró entre los escritores que "están cambiando la topografía de la literatura puertorriqueña", describiendo los ensayos de Díaz como "sobre el despertar del deseo sexual y la amenaza sexual que experimentan todas las mujeres". 
Díaz es graduada de University of Central Florida y recibió una maestría en Bellas Artes de la University of South Florida, y ha recibido becas de The Kenyon Review, el Instituto de Escritura Creativa de Wisconsin de la Universidad de Wisconsin-Madison, la Fundación Ragdale, el Centro de Virginia para las Artes Creativas, The MacDowell Colony, el Taller de Escritores de Verano de Tin House, la Conferencia de Escritores de Bread Loaf, la Conferencia de Escritores de Sewanee y una Beca Distinguida NEA del Centro Hambidge para las Artes y las Ciencias Creativas.  En 2022, recibió una beca Shearing del Berverly Rogers, Carol C. Harter Black Mountain Institute (BMI). 
En sus memorias, Díaz enfatiza sus luchas para lidiar con su identidad, su trauma y su familia.  Aunque Ordinary Girls se considera una autobiografía, Jaquira Díaz se refiere a ella como una "anti-autobiografía", ya que su libro no es tan cronológico como las autobiografías tradicionales.  Su segundo libro, This Is the Only Kingdom, será una novela.  
Díaz enseña en el programa de escritura en Columbia University School of the Arts.

## Vida personal
Jaquira Díaz es una afrolatina queer que creció en los caseríos públicos de Puerto Rico y luego se mudó a Miami. Según sus memorias, pasó la mayor parte de su adolescencia como una "delincuente juvenil" en las calles. En su infancia, el padre de Jaquira fue traficante de drogas, mientras que su madre fue descrita como "temperamental y violenta" y fue diagnosticada con esquizofrenia.  Jaquira Díaz conoció a su pareja, quien también es escritor, en diciembre de 2018. 

## Obras seleccionadas

### Memorias
- Muchachas ordinarias